# ¡Uno!
¡Uno! is het negende studioalbum van de punkrockband Green Day.

## Geschiedenis
¡Uno! is het eerste album in de serie ¡Uno!, ¡Dos! en ¡Tré!, een trilogie van albums die door Green Day wordt uitgebracht tussen september en december 2012.

## Tracklist
Op 26 juni 2012 werd de tracklist aangekondigd op de website van Green Day.

Alle teksten zijn geschreven door Billie Joe Armstrong, alle muziek is geschreven door Armstrong, Mike Dirnt en Tré Cool.
| 1.                 | Nuclear Family  | 3:03 |
| 2.                 | Stay the Night  | 4:36 |
| 3.                 | Carpe Diem      | 3:25 |
| 4.                 | Let Yourself Go | 2:57 |
| 5.                 | Kill the DJ     | 3:41 |
| 6.                 | Fell for You    | 3:08 |
| 7.                 | Loss of Control | 3:07 |
| 8.                 | Troublemaker    | 2:45 |
| 9.                 | Angel Blue      | 2:46 |
| 10.                | Sweet 16        | 3:03 |
| 11.                | Rusty James     | 4:09 |
| 12.                | Oh Love         | 5:03 |
| Totale duur: 41:44 |                 |      |

## Personen
- Billie Joe Armstrong – leadzang, gitaar
- Mike Dirnt – basgitaar, ondersteunende zang
- Tré Cool – drums, ondersteunende zang
- Jason White - gitaar

## Hitnoteringen

### NederlandseAlbum Top 100
| Hitnotering: 29-09-2012 t/m 10-11-2012 | Hitnotering: 29-09-2012 t/m 10-11-2012 | Hitnotering: 29-09-2012 t/m 10-11-2012 | Hitnotering: 29-09-2012 t/m 10-11-2012 | Hitnotering: 29-09-2012 t/m 10-11-2012 | Hitnotering: 29-09-2012 t/m 10-11-2012 | Hitnotering: 29-09-2012 t/m 10-11-2012 | Hitnotering: 29-09-2012 t/m 10-11-2012 | Hitnotering: 29-09-2012 t/m 10-11-2012 |
| Week:                                  | 1                                      | 2                                      | 3                                      | 4                                      | 5                                      | 6                                      | 7                                      |                                        |
| -------------------------------------- | -------------------------------------- | -------------------------------------- | -------------------------------------- | -------------------------------------- | -------------------------------------- | -------------------------------------- | -------------------------------------- | -------------------------------------- |
| Positie:                               | 8                                      | 30                                     | 41                                     | 49                                     | 59                                     | 94                                     | 90                                     | uit                                    |

### VlaamseUltratop 200Albums
| Hitnotering: 29-09-2012 t/m | Hitnotering: 29-09-2012 t/m | Hitnotering: 29-09-2012 t/m | Hitnotering: 29-09-2012 t/m | Hitnotering: 29-09-2012 t/m | Hitnotering: 29-09-2012 t/m | Hitnotering: 29-09-2012 t/m | Hitnotering: 29-09-2012 t/m | Hitnotering: 29-09-2012 t/m | Hitnotering: 29-09-2012 t/m | Hitnotering: 29-09-2012 t/m | Hitnotering: 29-09-2012 t/m | Hitnotering: 29-09-2012 t/m | Hitnotering: 29-09-2012 t/m | Hitnotering: 29-09-2012 t/m | Hitnotering: 29-09-2012 t/m | Hitnotering: 29-09-2012 t/m | Hitnotering: 29-09-2012 t/m | Hitnotering: 29-09-2012 t/m | Hitnotering: 29-09-2012 t/m | Hitnotering: 29-09-2012 t/m |
| Week:                       | 1                           | 2                           | 3                           | 4                           | 5                           | 6                           | 7                           | 8                           | 9                           | 10                          | 11                          | 12                          | 13                          | 14                          | 15                          | 16                          | 17                          | 18                          | 19                          | 20                          |
| --------------------------- | --------------------------- | --------------------------- | --------------------------- | --------------------------- | --------------------------- | --------------------------- | --------------------------- | --------------------------- | --------------------------- | --------------------------- | --------------------------- | --------------------------- | --------------------------- | --------------------------- | --------------------------- | --------------------------- | --------------------------- | --------------------------- | --------------------------- | --------------------------- |
| Positie:                    | 12                          | 6                           | 11                          | 18                          | 23                          | 48                          | 52                          | 66                          |                             |                             |                             |                             |                             |                             |                             |                             |                             |                             |                             |                             |